# Coxolico, Puebla
Coxolico är en ort i Mexiko.   Den ligger i kommunen Ajalpan och delstaten Puebla, i den sydöstra delen av landet, 250 km öster om huvudstaden Mexico City. Coxolico ligger 2 317 meter över havet och antalet invånare är 1 349.
Terrängen runt Coxolico är kuperad åt sydväst, men åt nordost är den bergig. Runt Coxolico är det ganska tätbefolkat, med 144 invånare per kvadratkilometer. Närmaste större samhälle är Telpatlán, 13,4 km väster om Coxolico. I omgivningarna runt Coxolico växer i huvudsak städsegrön lövskog.